# Ralph Ingersoll
Ralph McAllister Ingersoll, född 8 december 1900, död 8 mars 1985, var en amerikansk journalist och tidningsutgivare.
Ralph Ingersoll var redaktionschef för The New Yorker 1925–1930 och för Fortune 1930–1935 vice president och direktör för Time Incorporated 1935–1940. Ingersoll grundade 1940 tidningen P.M. i New York och var dess utgivare och chefredaktör till 1946. Han tjänstgjorde 1943–1945 i Jacob L. Devers, Bernard Montgomerys och Omar Bradleys staber och utgav 1946 en bok Top secret med häftiga angrepp mot Winston Churchill, Montgomery och brittiska generalstaben. Ingersoll har även utgett The great ones (1948).